# Erik J. Meijer
Erik Johannes (Erik J.) Meijer (Gorssel, 10 november 1947 – 10 december 2023) was een Nederlands (stem)acteur en poppenspeler.
Meijer leerde het acteervak in de Engelse hoofdstad Londen. Hij speelde rollen in producties als Medisch Centrum West, Thomas en Senior en Paul Verhoevens cultfilmklassieker De vierde man.
Toen poppenspeler Bert Plagman eind jaren zeventig de rol van het Sesamstraat-personage Tommie op zich nam, verving Meijer hem als de speler van diens vorige rol: die van de manshoge pop Pino. Meijer was daarmee de vierde poppenspeler die in de huid van deze vogel kroop. Zijn Pino-stem is te horen op alle langspeelplaten uit begin jaren tachtig waarop het personage voorkomt.
De werkzaamheden van Erik J. Meijer en zijn collega Piet Hendriks voor Sesamstraat werden midden jaren tachtig beëindigd naar aanleiding van een geschil met de regisseur van het programma. Naderhand is Meijer overgegaan tot het produceren van bedrijfsfilms.